# Eric Andersen
Eric Andersen (* 14. února 1943, Pittsburgh, Pennsylvania, USA) je americký kytarista, zpěvák a skladatel. Za svou dlouhou kariéru spolupracoval například s hudebníky, jako jsou Joan Baez, Dan Fogelberg, Al Kooper, Joni Mitchell, Lou Reed, Leon Russell, Rick Danko, Howie Epstein, Grateful Dead a mnoha dalšími.

## Diskografie
- Today Is the Highway (1965)
- 'Bout Changes 'n' Things (1966)
- 'Bout Changes 'n' Things Take 2 (1967)
- More Hits From Tin Can Alley (1968)
- A Country Dream (1969)
- Avalanche (1969)
- Eric Andersen (1970)
- Blue River (1972)
- Be True To You (1975)
- Sweet Surprise (1976)
- Midnight Son (1980)
- Tight In The Night (1984)
- Istanbul Soundtrack (1985)
- Ghosts Upon The Road (1989)
- Stages: The Lost Album (1991) nahráno 1972-1973
- Danko/Fjeld/Andersen - Rick Danko, Jonas Fjeld a Eric Andersen (1991)
- Ridin' on the Blinds - Rick Danko, Jonas Fjeld a Eric Andersen (1994)
- Memory Of The Future (1998)
- You Can't Relive The Past (2000)
- One More Shot - Rick Danko, Jonas Fjeld & Eric Andersen (2001) (2 CD's)
- Beat Avenue (2002) (2CD)
- Street Was Always There: Great American Song Series, Vol. 1 (2004)
- Waves: Great American Song Series, Vol. 2 (2005)
- Blue Rain - koncertní album (2007)
- So Much on My Mind: The Anthology (1969–1980) (2007)
- Avalanche (2008, reedice)[1]
- The Cologne Concert - koncertní album (2011)